# Milanković (Mondkrater)
Milanković ist ein Einschlagkrater auf der Mondrückseite.

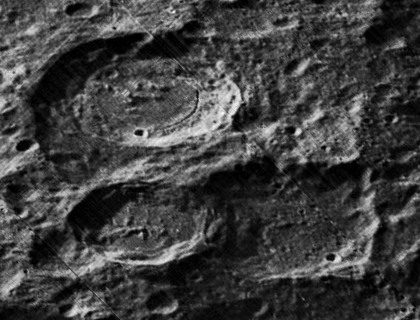
Oben Karpinskiy, unten links Ricco, unten rechts Milanković. Die Richtung nach oben weist nach Südwesten.

Milanković liegt in der Nordpolregion der erdabgewandten Seite, zwischen Plaskett in nördlicher und Karpinskiy in südlicher Richtung. Der unförmige und erodierte Krater Milanković ist im Südosten vom etwas kleineren Ricco überlagert. Der Rest des Kraterinneren ist relativ eben mit einigen niedrigen Erhebungen zur Kratermitte hin. Die Entstehungszeit des Kraters sowie die seines in nordöstlicher Richtung gelegenen Nebenkraters E wird der nektarischen Periode zugerechnet.
Milanković hat einen Nebenkrater:
| Buchstabe | Position            | Durchmesser | Link |
| --------- | ------------------- | ----------- | ---- |
| E         | 77,57° N, 177,49° W | 49 km       |      |

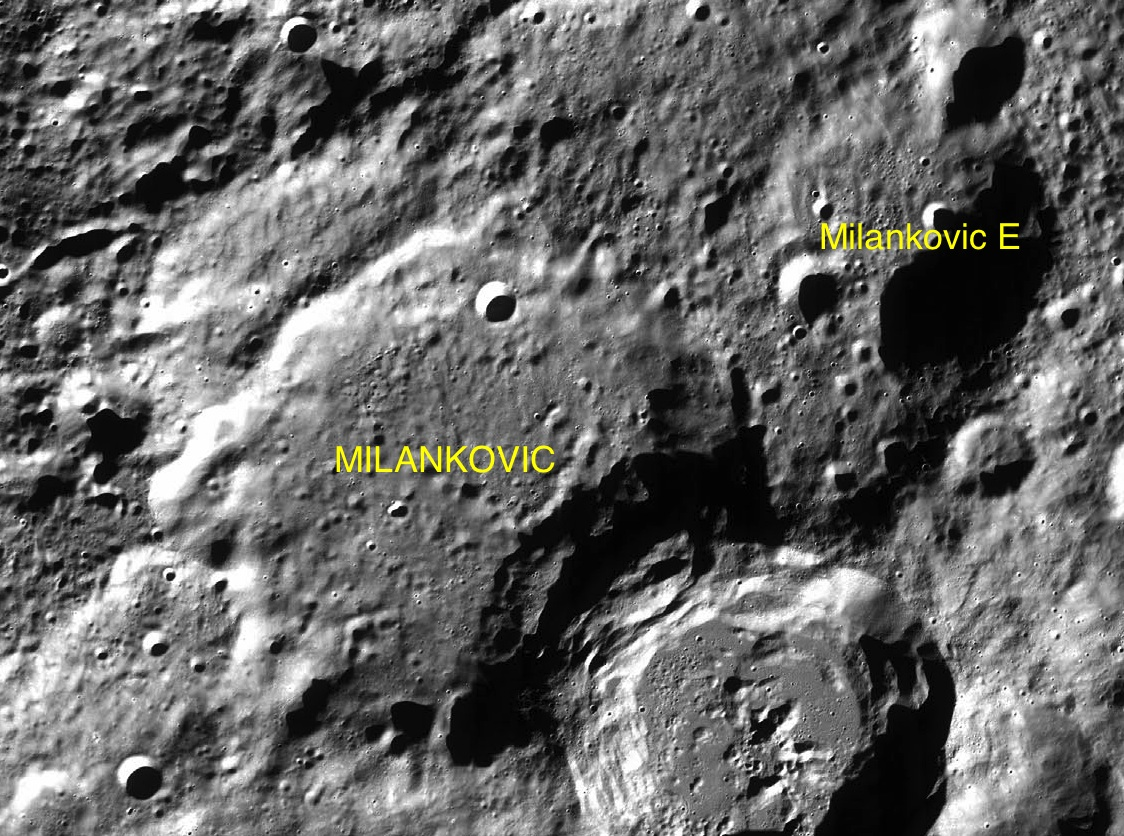
Milanković mit seinem Nebenkrater

Der Krater wurde 1970 von der IAU offiziell nach dem jugoslawischen Geowissenschaftler Milutin Milanković benannt. Der alte Name Milankovič wurde am 17. Februar 2023 in Milanković geändert.